# Suzanne Osten
Suzanne Osten (Estocolmo, 20 de junio de 1944 - Estocolmo, 29 de octubre de 2024) fue una guionista, directora teatral y directora cinematográfica sueca. Había realizado películas sobre temática femenina, la infancia y su problemática, maltrato infantil, anorexia, el surgimiento del neonazismo y terrorismo. En 2015 fue galardonada con el premio Stig Dagerman.

## Biografía
Hija de la periodista Gerd Osten y del carpintero Carl Otto Osten (1912-1970). Se graduó en la Universidad de Lund.
Entre 1967-71 trabajó en el grupo de teatro Fickteatern, con Unga Klara (Teatro de la Ciudad de Estocolmo) inició la primera compañía sueca de teatro independiente para niños y adolescentes en 1975.
Fue ganadora del Premio Guldbagge por el film The Mozart Brothers.
Es doctora honoraria de la Lund University en 2002.

## Directora teatral
- The Smile of Hades (Underjordens leende) 1982.

- A clean girl (En ren flicka) Lotte Möller 1983.

- Hitler’s Childhood (Hitlers barndom) de Niklas Rådström, 1984.

- The Danton affair (Affären Danton) Stanisława Prszybyzevka, 1986

- The toad aquarium (Paddakvariet) Eva Ström, 1988.

- In the summerhouse (I Lusthuset) Jane Bowles, 1988.

- Irena’s new life (Irinas nya liv) Irina von Martens, 1996.

- The girl, the mother and the rubbish (Flickan, mamman och soporna) the Brooklyn Academy of Music en New York, 1998.

- Difficult people (Besvärliga människor) Nils Gredeby, 1999.

- The main thing (Det allra viktigaste) Nikolaj Jevreinov 2002.

- Cabaret Submission (Kabaret Underordning) Erik Uddenberg, 2005.

- Alcestis (Alkestis) Euripides, 2006.

- Baby drama (Babydrama) Ann-Sofie Bárány. 2006.

## Filmografía selecta
- Mamma (1982)[5]
- The Mozart Brothers (1986)
- Lethal Film (1988) coreografía de Iris Scaccheri[6]
- The Guardian Angel (1990)
- Speak Up! It's So Dark (1993)

## Autor
- Gee girls, liberation is near! (Jösses flickor, befrielsen är nära!) co-author Margareta Garpe, 1974.

- Medea’s children (Medeas barn), co-author Per Lysander, 1975.